# Неєберкоп
Неєберкоп (нід. Nijeberkoop, нід. вимова: [ˌnɛɪ̯əbəɾˈkoːp]) — село в нідерландській провінції Фрисландія. Входить до муніципалітету Остстеллінгверф.
Його площа становить 12,19км², а населення станом на 2021 рік складало 275 осіб.
Перша згадка про населений пункт датується 1320 роком.

## Галерея

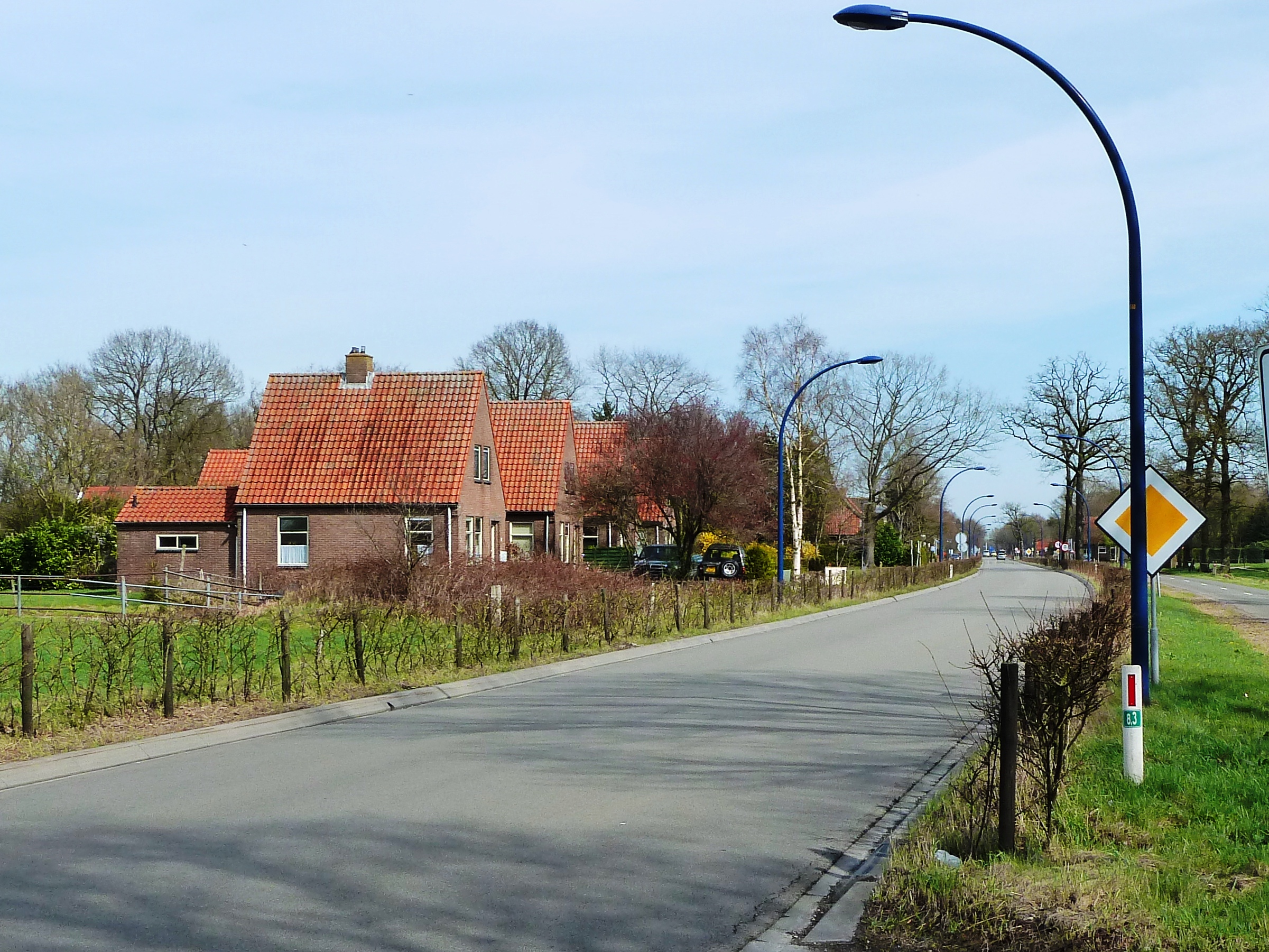
Вулична панорама